# Полетаев, Игорь Андреевич
Игорь Андреевич Полетаев (2 февраля 1915, Москва — 20 июня 1983, там же) — советский учёный, к.т. н., один из деятельных пропагандистов кибернетики как передовой науки. Наиболее известен, как автор первой в СССР отечественной монографии по кибернетике (книга «Сигнал», 1958), а также как переводчик и научный редактор ряда зарубежных книг по кибернетике, вышедших вскоре после снятия партийных запретов на кибернетику в 1955 г.

## Биография
После окончания в 1930 году семилетней школы работал электриком. В 1933 году поступил в МЭИ, который окончил с отличием в 1938 году. Поступил в аспирантуру Всесоюзного энергетического института (ВЭИ), где занимался исследованиями электрического разряда в разреженных парах ртути. С июля 1941 по февраль 1945 года Полетаев служил в частях ПВО Москвы, весной 1942 года он получил осколочное ранение.
В 1945 году находился в командировке в США, где изучал радары, поставлявшиеся в СССР по ленд-лизу. Позже офицер И. А. Полетаев работал в секретном НИИ-5, подчинённом Академии артиллерийских наук (ААН), а после 1953 года перешедшем в подчинение Главному артиллерийскому управлению (ГАУ) МО СССР. В середине 1950-х годов инженер-подполковник И. А. Полетаев был приглашён А. И. Китовым на работу в отдел математического моделирования Вычислительного центра № 1 МО СССР (п/я 01168, ВЦ № 1 МО, ЦНИИ-27 МО), который был создан в мае 1954 г. А. И. Китовым.
В первой половине 1950-х годов И. А. Полетаев входил в небольшую группу борцов за кибернетику в СССР, возглавляемую А. И. Китовым и А. А. Ляпуновым. Весной 1954 года на методологическом семинаре в секретном НИИ-5 МО СССР А. И. Китовым, М. Г. Гаазе-Рапопортом и И. А. Полетаевым были сделаны одни из самых первых в стране выступлений о кибернетике, считавшейся в СССР до августа 1955 г. буржуазной лженаукой. По свидетельству М. Г. Гаазе-Раппопорта именно на этом методологическом семинаре в НИИ-5 МО СССР А. И. Китов представил написанную им первую позитивную в СССР статью о кибернетике «Основные черты кибернетики», которая потом была показана С. Л. Соболеву и А. А. Ляпунову. По всеобщему признанию, решающим моментом победы в борьбе за кибернетику в СССР и её признание как науки считается публикация двух статей: «Основные черты кибернетики» за подписями С. Л. Соболева, А. И. Китова и А. А. Ляпунова (ж. «Вопросы философии», № 4, 1955) и «Техническая кибернетика» А. И. Китова (ж."Радио", № 11, 1955). И. А. Полетаев был одним из двух переводчиков книги Ф. Морза и Дж. Кимпбела «Методы исследования операций», вышедшей в 1956 г. Под его редакцией в 1960 г. в издательстве «Советское радио» вышел перевод книги Дж. Вильямса «Совершенный стратег, или букварь по теории стратегических игр». Это были одни из первых книг на русском языке по кибернетике.
С 1954 г. Игорь Андреевич активно участвует в работе семинара в МГУ, руководимого А. А. Ляпуновым, с которым И. А. Полетаев был связан общими научными интересами и дружескими отношениями. И. А. Полетаев был твёрдым сторонником А. И. Китова, который в 1959 году представил в ЦК КПСС (Н. С. Хрущёву) разработанный им проект создания Единой государственной сети вычислительных центров (ЕГСВЦ) двойного использования — для управления народным хозяйством страны и её Вооружёнными Силами. Этот проект А. И. Китова известен среди специалистов как проект «Красная книга». Как военнослужащему, И. А. Полетаеву поддержка А. И. Китова и его проекта «Красная книга» грозила серьёзными неприятностями, но он оставался последовательным и твёрдым сторонником инициатив А. И. Китова. После гонений со стороны партчиновников (в частности, со стороны ГлавПура МО СССР) на А. И. Китова, выразившихся в увольнения последнего из ВЦ № 1 и исключения из членов КПСС, И. А. Полетаев (как и А. А. Ляпунов, Л. А. Люстерник и другие известные учёные) ушёл из этого ВЦ и переехал на работу в Сибирское отделение АН СССР.
В руководимом А. И. Китовым ВЦ № 1 МО СССР И. А. Полетаев много сделал для использования кибернетичих методов в военном деле. В частности, он был одним из первых в стране, кто начал применять теорию игр и статистические методы при решении задач военного назначения. Обобщая полученные знания и научно-практические результаты своей работы в ВЦ № 1 МО СССР Игорь Андреевич, по инициативе А. И. Берга и А. И. Китова, опубликовал в 1958 г. в издательстве «Советское радио» книгу «Сигнал», посвящённую основным понятиям кибернетики. Эта книга была очень популярной, выдержала несколько переизданий и была переведена на ряд иностранных языков. Как подчёркивал А. И. Китов: «Блестящая книга И. А. Полетаева „Сигнал“, вышедшая в 1958 году, сыграла важную роль в этой борьбе (за кибернетику — ред.); она и по сей день остаётся одной из лучших книг по основам кибернетики».

## Участие в дискуссии«физиков» и «лириков»
В сентябре 1959 года Полетаев прочёл в «Комсомольской правде» статью И.Г Эренбурга «Ответ на одно письмо», где Эренбург на примере «ограниченного» инженера Юрия, не понимавшего ценности стихов и симфоний, призывал советских граждан бороться за гармоничное развитие личности. Полетаев немедленно ответил. Позже он утверждал, что его главной целью было отрицание дискриминации по «культурологическому признаку»: если человек интересуется не ямбами, а интегралами, ему нельзя ставить это в вину. Однако заметка Полетаева вызвала настоящий шквал писем в редакции газет, среди авторов которых преобладали сторонники Эренбурга. Спустя всего два дня после заметки было опубликовано стихотворение Бориса Слуцкого «Физики и лирики», которое стало ещё одним катализатором бурных дискуссий «физиков» и «лириков».
Полетаев живо интересовался искусством, живописью, музыкой и литературой. Известно, что он изучил чешский язык для того, чтобы прочесть в оригинале пьесу «R.U.R.» К. Чапека.

## Труды
- Полетаев И. А. Сигнал. О некоторых понятиях кибернетики Архивная копия от 26 декабря 2016 на Wayback Machine. М.: Советское радио, 1958 г. 413 с.
- Вильямс Дж. Д. Совершенный стратег, или букварь по теории стратегических игр. / пер. с англ. под ред. И. А. Полетаева. М.: Сов. радио, 1960.